# Svetozár Hurban-Vajanský
Svetozár Hurban-Vajanský, vlastním jménem Svetozár Miloslav Hurban (16. ledna 1847 Hlboké – 17. srpen 1916 Martin) byl slovenský spisovatel, publicista, literární kritik a politik.

## Životopis
Narodil se jako nejstarší syn Jozefa Miloslava Hurbana a jeho manželky Anny Hurbanové, roz. Jurkovičové. Vystudoval právnickou akademii v Bratislavě. Pracoval jako koncipient v Trnavě, Budapešti, Bratislavě i Vídni a poté si otevřel vlastní právní praxi ve Skalici. V roku 1875 se oženil s Idou Dobrovičovou (1851–1920), dcerou bratislavského soudce Michala Dobroviče. Tři z jejich pěti dětí se dožily dospělosti. 
V roce 1878 byl povolán do armády. Později se stal redaktorem Národních novin v Martine a později jejich šéfredaktorem. Působil jako spolupracovník časopisu Oro, roku 1881 obnovil vydávání časopisu Slovenské pohľady, okolo kterého se soustředil slovenský literární a kulturní život. Od roku 1894 byl též tajemníkem ženského spolku Živena.
Vícekrát byl za svoji novinářskou a publicistickou činnost vězněn. Pochován je na Národním hřbitově v Martině. Náhrobek navrhl Dušan Jurkovič 
Syn Vladimír (1883–1949) byl diplomatem a příslušníkem československého odboje okolo Tomáše Garrigue Masaryka.

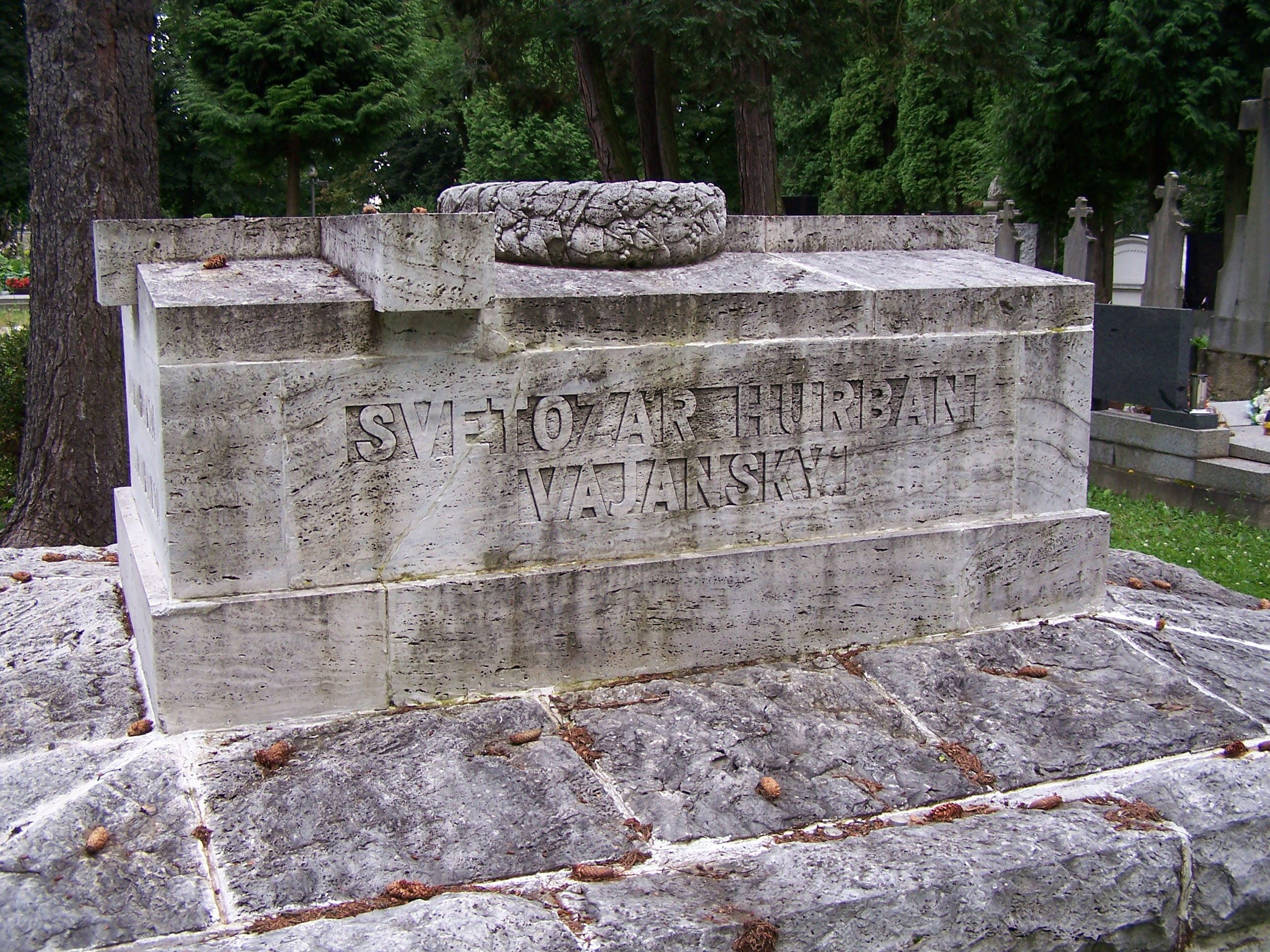
Hrob Svetozára Hurban-Vajanského na Národním hřbitově v Martině

## Dílo
Svojí literární tvorbou se řadí mezi autory slovenského realismu. Většinu děl napsal ve slovenštině, ale psal též německy a jeho manželka část jeho prací přeložila do němčiny. Ve svých dílech reagoval na soudobé společenské problémy, věnoval se i problematickým vztahům jednotlivce a národa nebo i boje za zachování národa. Zpočátku se věnoval zejména psaní poezie, později se věnoval i próze a překladům.

### Poezie
- 1878 – Jaderské listy, cyklus básní (vyšlo v časopise Národní noviny)
- 1878 – Vít, fragment románu s původním názvem Dušinský (vyšlo v časopise Orol)
- 1879 - Tatry a more, sbírka básní, dělená na 7 dílů (vročení má 1880, ale vyšla koncem předešlého roku):
  - Zvuky
  - Maják
  - Jaderské listy
  - Sny a báje
  - Ratmír
  - Herodes, veršovaná povídka
  - Dozvuky
- 1884 - Spod jarma, sbírka básní
- 1885 – Vilín, poema (vyšlo v časopise Živena a Národný almanach)
- 1890 – Verše, sbírka básní

### Próza
- 1873 – Siroty, pověst (přepracovaná vyšla v roce 1900 pod názvem Zločin a pokánie)
- 1874 - Duchovia sudov. Obrázok z novejších časov, prozaická burleska
- Obrázky z ľudu, cyklus 7 besedníc:
  - Hudba pod lipou
  - Rubačova žienka
  - Koniari (neskôr nazvaná Na obnôcke)
  - Čierny idealista
  - Na Bašnárovom kopci
  - Ostriež
  - 1880 – Cigáň (vyšlo v časopisu Národní noviny)
- 1880 - Ľalie, románově koncipovaná novela (vyšlo v časopise Orol)
- 1881 – V jasku, novela
- 1881 - Kandidát, novela
- 1881 - Podrost, novela
- 1881 - Mier duše, novela
- 1882 – Dve sestry, novela
- 1882 – Babie leto, novela
- 1882 – Búrka v zátiší, novela
- 1882 – V malom meste, novela
- 1883 - Letiace tiene, románově koncipovaná novela (Besedy a dumy, 1. díl.)
- 1884 - Suchá ratolesť, román (Besedy a dumy, 2. díl.)
- 1889 – Na rozhraní, román (dílo sa začalo tisknout, ale nakonec na podkladě Vajanského rozhodnutí nebylo vydáno)
- 1893 - Rozpomienky z väzenia
- 1890 - Podivíni, novela (vyšlo v časopise Slovenské pohľady)
- 1891 – Jarný mráz, novela (vyšlo v časopise Slovenské pohľady)
- 1893 - Pustokvet, román (vyšlo v časopise Slovenské pohľady, knižně v roce 1907)
- 1893 - Babie leto
- 1895 / 1896 - Koreň a výhonky, román (vyšlo v časopise Slovenské pohľady)
- 1901 - Kotlín, románový pamflet
- 1904 a 1913 - Blíženci, novela (v USA vyšlo v roce 1910 pod názvem Daniel Chlebík)
- 1905 - Husľa, novela

### Cestopisy
- 1901 - Dubrovník – Cetinje
- 1905 - Volosko – Venecia
- 1910 - Sofia – Pleven

### Literární kritika
- 1880 – Kritické listy s Jozefom Škultétym (vyšlo v časopise Orol)
- 1956 - State o slovenskej literatúre
- 1957 - State o svetovej literatúre

### Ostatní
- 1868 – Dopisy z Požúňa
- 1886 - Umenie a národnosť
- 1897 - Storočná pamiatka narodenia Štefana Moysesa 1797 – 1897
- 1897 - Nálady a výhľady
- 1900 - Politický proces 28 Slovákov a Sloveniek pre búrenie, jehož záverečné pojednávanie bolo pred kráľ. súdnou stolicou v Banskej Bystrici dňa 4. januára a 5. januára 1900
- 1902 - Tretí kongres slovanských novinárov a čo bolo okolo neho
- 1903 - Väzeňské rozpomienky zo svojho jednoročného segedínskeho a trimesačného baňskobystrického väzenia
- 1904 – Otcova a deti a beletria, doslov k překladu díla od Ivan Sergejeviče Turgeněva
- 1908 - Listy z Uhorska (vydala Matica slovenská, Martin 1977)
- 1912 – Umenie v živote národov, studie

### Korespondence
- 1860 / 1890 - Korešpondencia Svetozára Hurbana Vajanského, Zväzok 1
- 1890 / 1916 - Korešpondencia Svetozára Hurbana Vajanského, Zväzok 2
- 1860 / 1916 - Korešpondencia Svetozára Hurbana Vajanského, Zväzok 3
- 1962 - Korešpondencia P. O. Hviezdoslava so Svetozárom Hurbanom Vajanským a Jozefom Škultétym

### Výbory
- 1907 / 1913 – Zobrané diela Sv. Hurbana Vajanského. Zv. 1 – 12 (vyšlo v Martine)
- 1924 / 1932 - Zobrané diela Sv. Hurbana Vajanského. Zv. 1 – 12 (vyšlo v Trnave)
- 1926 - Výber z diel Svetozára Hurbana Vajanského
- 1926 - Mládeži
- 1934 / 1939 – Zobrané diela Sv. Hurbana Vajanského. Zv. 1 – 18 (vyšlo v Martine)
- 1937 - Výber z díla Sv. Hurbana Vajanského
- 1947 - Výber z diela
- 1956 – Výber z poézie
- 1957 - Babie leto
- 1967 - Kandidát
- 1971 - Čo ľud môj cíti
- 1972 - Svadobné šaty